# Лісняк Юрій Якович
Ю́рій Я́кович Лісня́к (15 травня 1929, с. Ківшовата, Таращанського району, Київської області — 23 листопада 1995, Київ) — український перекладач, художник-графік. Упорядник повного шеститомного зібрання творів Шекспіра українською мовою.
Лауреат літературної премії імені Максима Рильського (1991) та премії журналу «Всесвіт» імені Миколи Лукаша (1993).

## Біографічні дані
Юрій Лісняк народився в сім'ї вчителів. Школу закінчив з золотою медаллю. Після чого, розпочав навчання на фізико-математичному факультеті Київського університету імені Тараса Шевченка.
У травні 1948 року заарештований за політичні переконання і засуджений до 10-ти років ув'язнення, звільнений у грудні 1954 року. У 1965 році закінчив Український поліграфічний інститут. Добре володів англійською, німецькою, французькою, чеською та словацькою мовами.

## Творча робота
Першими романами, перекладеними Лісняком, були романи Бертольта Брехта «Копійчаний роман» (переклав у 1965) та «Матінка Кураж та її діти» (переклав у 1966), котрі перекладач опублікував у журналі «Дніпро».
Серед праць Джека Лондона Лісняком перекладені романи «Джері островик» (1972), «Майкл, брат Джері» (1972), «Маленька господиня великого будинку» (1972).
1974 перекладена повість Джерома К. Джерома «Троє в човні (як не рахувати собаки)».
Лісняком перекладені романи Генріха Манна «Молоді літа короля Генріха IV» (1975), та «Зрілі літа короля Генріха IV» (1985), а також збірки «Німецькі прислів'я та приказки» (1975), «Французькі прислів'я та приказки» (1976), «Чеські прислів'я та приказки» (1977). Цікавим є той факт, що Лісняк познаходив відповідні українські еквіваленти іноземним прислів'ям та приказкам.
Твори Шекспіра в перекладі Лісняка «Приборкання норовливої» (1985), «Сон літньої ночі» (1985) та «Перікл — цар Тірський» (1987) сьогодні звучать зі сцен українських драматичних театрів.
1984 перекладений роман Германа Мелвілла «Мобі Дік, або Білий Кит», 1988 — роман Річарда Олдингтона «Смерть героя», в 1988-му — роман Вільяма Голдінга «Шпиль», а в 1990 — роман Оноре де Бальзака «Шагренева шкіра».
Дуже цінував Лісняк твори Карела Чапека. Завдяки Ліснякові українською мовою вийшли романи Чапека «Війна з саламандрами» та «Фабрика абсолюту», драми «Мати» та «Біла пошесть», а також чимало оповідань.
Серед романів Анатоля Франса Лісняком перекладені «Харчівня „Королева гусячі лапки“» (1976), «Злочин Сильвестра Бонара» (1976), та «Острів пінгвінів» (1977). Перекладав сатиричні твори.
Окрім перекладацької роботи, Лісняк писав рецензії, займався редакторською і упорядницькою діяльністю. З 1983 по 1986 роки доклав чимало зусиль, щоб Україна отримала повне шеститомне зібрання творів Шекспіра у перекладі декількох авторів.
З журналом «Всесвіт» Лісняк співпрацював з 1966 року та опублікував у ньому чимало перекладів творів німецьких, швейцарських, чеських та інших авторів.
Займався також живописом та графікою. Видання перекладених ним творів Алоїса Їрасека вийшло з його ж таки графічними ілюстраціями.
Переклав близько сотні романів, повістей, оповідань, драматичних та поетичних творів Едгара Алана По, Роберта Льюїса Стівенсона, Карела Чапека, Айзека Азімова, Джонатана Свіфта, Вільяма Шекспіра, Генріха Гейне, Чарльза Діккенса, Германа Мелвілла, Вальтера Скотта, Бертольда Брехта, Джерома Клапки Джерома, Джеймса Джойса, Оноре де Бальзака, Жерара де Нерваля, Анатоля Франса, Генріха Манна, Джека Лондона, Редьярда Кіплінга, Еріха Марії Ремарка, Генріха Теодора Белля, Ярослава Гашека та багатьох інших авторів.
Вважається одним з найбільш знаних та впливових українських перекладачів радянської доби.

## Нагороди
- За переклади творів Генріха Манна та Оноре де Бальзака Лісняк у 1991-му році отримав літературну премію імені Максима Рильського.
- За переклад роману Джона Ле Карре «Таємний мандрівець», опублікований в 1993 в журналі «Всесвіт», Лісняк отримав премію імені Миколи Лукаша.

## Видання перекладів українською
- Баламутка / О. д. Бальзак ; пер. Ю. Лісняк. — К. : Видавництво Соломії Павличко «ОСНОВИ», 2003. — 354 с. — (Зарубіжна класика). — ISBN 966-500-049-7
- Груповий портрет з дамою: [роман] / Генріх Белль ; [пер. з нім. Є. Поповича та Ю. Лісняка]. — Івано-Франківськ: Вавилонська бібліотека, 2017. — 367 с. — Пер. вид. : Gruppenbild mit Dame / Heinrich Böll. — 1971, 1986, 2007. — ISBN 978-966-97482-2-5
- Джеррі-островик: повісті / Джек Лондон ; пер. з англ. Юрія Яковича Лісняка ; [іл. Вікторії Дунаєвої]. — К. : Національний книжковий проєкт, 2011. — 383 с. : іл. — (Бібліотека шкільної класики. Позакласне читання. 5 клас). — ISBN 978-617-592-085-5
- Історія Сполучених Штатів: нарис / пер. на укр. Ю. Лісняк [та ін.] ; голов. ред. Г. Синкотта ; Інформаційне агентство Сполучених Штатів. — [Сполучені Штати Америки]: [Б.в.], [2002]. — 406 с.: фотогр., карти.
- Казки: для мол. та серед. шк. віку / Р. Кіплінг ; пер. з англ. Л. Солонько, Ю. Лісняк. — К. : Школа, 2000. — 154 с. — (Хрестоматія школяра). — ISBN 966-7657-46-9
- Місто Страшної Ночі: новели / Редьярд Кіплінґ ; з англ. пер. Юрій Лісняк. — Л. : Піраміда, 2011. — 185 с. — (Приватна колекція) (Майстри українського перекладу). — ISBN 978-966-441-222-0
- Мобі Дік, або Білий Кит: роман / Г. Мелвілл ; пер. з англ. Ю. Лісняк ; післямова К. Шахова ; Ін-т л-ри ім. Т. Г. Шевченка НАН України. — К. : Вид. дім «Всесвіт», 2004. — 581 с. — (Серія «Бібліотека світової літератури»). — ISBN 966-95968-4-X
- Ріккі-Тіккі-Таві та інші: казк. історії для мол. шк. віку / Редьярд Кіплінг ; [пер. з англ. Л. Солонька та Ю. Лісняка ; іл. Л. Горошко]. — К. : Національний книжковий проєкт, 2011. — 160 с. : іл. — (Бібліотека шкільної класики. Позакласне читання). — ISBN 978-617-592-087-9
- Серця трьох: роман: [для серед. та ст. шк. віку] / Д. Лондон ; пер. М. Іванов ; ред. Ю. Лісняк. — К. : Школа, 2008. — 367 c.: іл. — (Серія "Золота бібліотека вид-ва «Школа»). — ISBN 966-661-225-9 (Школа). — ISBN 966-339-673-3 (НКП)
- Тім Талер, або Проданий сміх / Джеймс Крюс ; [пер. з нім. Ю. Лісняка ; іл. Н. Міцкевич]. — Київ: Час майстрів, 2016. — 300, [3] с. : іл. — (Серія «Рекомендуємо прочитати»). — Пер. вид. : Timm Thaler oder Das verkaufte Lachen / James Krüss. — Hamburg, 1962. — ISBN 978-966-915-169-8
- Троє в одному човні (як не рахувати собаки): повість. Оповідання / Д. К. Джером ; пер. Ю. Лісняк, Р. Доценко. — К. : Видавництво Соломії Павличко «Основи», 2003. — 372 с. — (Зарубіжна класика). — ISBN 966-500-059-4
- Шагренева шкіра: романи / Оноре де Бальзак ; пер. з фр. Юрія Лісняка та Григорія Філіпчука ; Ін-т літ. ім. Т. Г. Шевченка НАН України. — Харків: Фоліо, 2017. — 441, [2] с. — (Бібліотека світової літератури). — ISBN 978-966-03-7309-9. — ISBN 978-966-03-5103-5 (Б-ка світ. літ.)